# 미야키역
미야키역(일본어: 宮木駅 みやきえき[*])은 일본 나가노현 가미이나군 다쓰노정에 위치한 도카이 여객철도 이다선의 철도역이다. 단선 승강장 1면 1선의 구조를 갖춘 지상역이다.

## 이용 현황
- 2007년도 : 593명
- 2010년도 : 576명
- 2011년도 : 534명
- 2012년도 : 536명

## 역 주변
- 신슈 호난 단기대학
- 국도 제153호선

## 역사
- 1909년 12월 28일 : 이나 전차 궤도가 마쓰시마 (현 · 이나마쓰시마) - 다쓰노 간에 개업했던 때에, 미야키 정류장으로서 설치.
- 1923년
  - 3월 16일 : 이나마쓰시마 - 다쓰노 간의 신선 증설에 의해 일단 폐지.
  - 7월 24일 : 미야키 정류장이 새 선로 위에서 재개업. 여객역.
- 1943년 8월 1일 : 이나 전기 철도선이 이다선의 일부로서 국유화되어, 일본국유철도가 승계. 동시에 역으로 승격해, 미야키역으로 개칭.
  - 당시는 도카이도 본선 하마마쓰 - 나고야 간의 각 역이나 주오 본선 가미스와 - 시오지리 간의 각 역, 마쓰모토역을 발착하는 여객만 이용되었다.
- 1954년 12월 1일 : 도쿄도 구내의 각 역이나 나가노역을 발착하는 여객도 이용가능하게 되었다.
- 1971년 4월 1일 : 여객 발착역의 제한을 철폐.
- 1986년경 : 간이위탁 종료, 무인화.
- 1987년 4월 1일 : 일본국유철도 분할 민영화에 의해, 도카이 여객철도가 승계.
- 1998년 6월 : 승강장 중앙 부근의 업무 위탁 시설을 철거.

## 인접 역
| 도카이 여객철도 이다선   | 도카이 여객철도 이다선 | 도카이 여객철도 이다선 |
| ------------------------ | ---------------------- | ---------------------- |
| 하바 이다 방면           | ■ 쾌속 '미스즈'        | 다쓰노 마쓰모토 방면   |
| 이나신마치 도요하시 방면 | ■ 보통                 | 다쓰노 다쓰노 방면     |